# Hrabstwo Mendocino
Hrabstwo Mendocino (ang. Mendocino County) – hrabstwo w stanie Kalifornia w Stanach Zjednoczonych. Obszar całkowity hrabstwa obejmuje powierzchnię 3878,14 mil² (10 044,34 km²). Według szacunków United States Census Bureau w roku 2009 miało 86 040 mieszkańców.
Hrabstwo powstało w 1850 roku.
Na jego terenie znajdują się:
- miejscowości – Fort Bragg, Point Arena, Ukiah, Willits,
- CDP – Albion, Anchor Bay, Boonville, Brooktrails, Calpella, Caspar, Cleone, Comptche, Covelo, Hopland, Laytonville, Leggett, Little River, Manchester, Mendocino, Philo, Potter Valley, Redwood Valley, Talmage.